# Mairy
Mairy ist eine Ortschaft und ehemalige französische Gemeinde mit 248 Einwohnern (Stand: 1. Januar 2022) im Département Ardennes in der Region Grand Est. Sie gehörte zum Arrondissement Sedan.
Der Erlass des Präfekten vom 17. September 2015 legte mit Wirkung zum 15. September 2015 die Eingliederung von Mairy als Commune déléguée zusammen mit der früheren Gemeinde Douzy zur gleichnamigen Commune nouvelle Douzy fest.

## Geografie

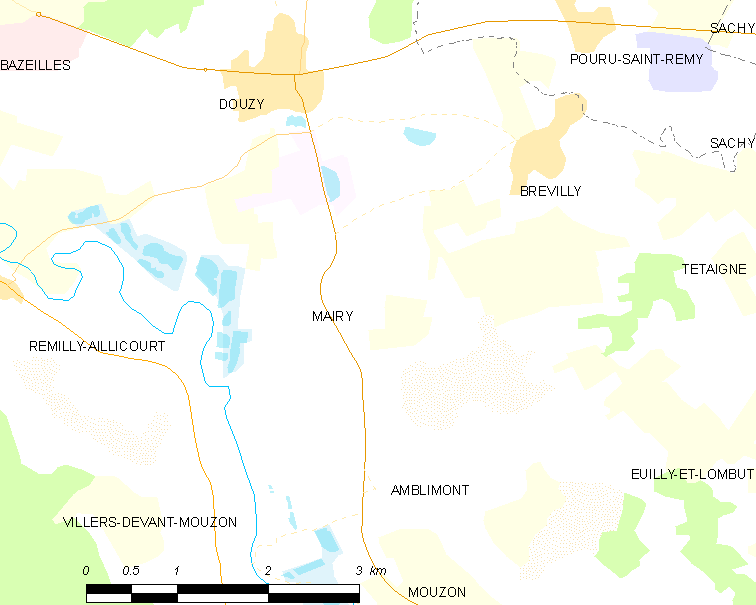
Karte von Mairy

Mairy liegt etwa zehn Kilometer ostsüdöstlich vom Stadtzentrum von Sedan, etwa acht Kilometer (Luftlinie) südwestlich der Grenze zu Belgien. Das Ortsgebiet erstreckt sich zwischen den nördlich gelegenen Ardennen und den südwestlich gelegenen Höhenzug der Crêtes préardennaises.
Mairy liegt im Einzugsgebiet des Rheins und wird entwässert von der Maas, die das Ortsgebiet im Westen auf einem etwa über einem Kilometer langen Abschnitt begrenzt, vom Ruisseau de Londres, vom Ruisseau de Vaudimé, vom Ruisseau des Trois Fontaines und vom Ruisseau de la Petite Ville. Das Ortszentrum befindet sich auf etwa 180 m Höhe. Die höchste Erhebung des Orts wird im Südosten mit 291 m, der niedrigste Punkt mit 153 m im Maas-Tal gemessen.
Umgeben wird Mairy von sechs Nachbargemeinden und der Commune déléguée Douzy der Commune nouvelle Douzy:
|                       | Douzy (Douzy)                               | Brévilly         |
| Remilly-Aillicourt    | Kompassrose, die auf Nachbargemeinden zeigt | Tétaigne         |
| Villers-devant-Mouzon | Mouzon                                      | Euilly-et-Lombut |

## Bevölkerungsentwicklung
| Mairy: Einwohnerzahlen von 1793 bis 2020                                                                                   | Mairy: Einwohnerzahlen von 1793 bis 2020 | Mairy: Einwohnerzahlen von 1793 bis 2020 | Mairy: Einwohnerzahlen von 1793 bis 2020 | Mairy: Einwohnerzahlen von 1793 bis 2020 |
| --- | ---------------------------------------- | ---------------------------------------- | ---------------------------------------- | ---------------------------------------- |
| Jahr |                                          |                                          |                                          | Einwohner                                |
| 1793 | 1793                                     |                                          | 260                                      | 260                                      |
| 1800 | 1800                                     |                                          | 253                                      | 253                                      |
| 1806 | 1806                                     |                                          | 253                                      | 253                                      |
| 1821 | 1821                                     |                                          | 264                                      | 264                                      |
| 1831 | 1831                                     |                                          | 291                                      | 291                                      |
| 1836 | 1836                                     |                                          | 322                                      | 322                                      |
| 1841 | 1841                                     |                                          | 333                                      | 333                                      |
| 1846 | 1846                                     |                                          | 364                                      | 364                                      |
| 1851 | 1851                                     |                                          | 346                                      | 346                                      |
| 1866 | 1866                                     |                                          | 341                                      | 341                                      |
| 1872 | 1872                                     |                                          | 353                                      | 353                                      |
| 1876 | 1876                                     |                                          | 343                                      | 343                                      |
| 1881 | 1881                                     |                                          | 335                                      | 335                                      |
| 1886 | 1886                                     |                                          | 298                                      | 298                                      |
| 1891 | 1891                                     |                                          | 285                                      | 285                                      |
| 1896 | 1896                                     |                                          | 253                                      | 253                                      |
| 1901 | 1901                                     |                                          | 245                                      | 245                                      |
| 1906 | 1906                                     |                                          | 241                                      | 241                                      |
| 1911 | 1911                                     |                                          | 241                                      | 241                                      |
| 1921 | 1921                                     |                                          | 188                                      | 188                                      |
| 1926 | 1926                                     |                                          | 176                                      | 176                                      |
| 1931 | 1931                                     |                                          | 160                                      | 160                                      |
| 1936 | 1936                                     |                                          | 160                                      | 160                                      |
| 1946 | 1946                                     |                                          | 152                                      | 152                                      |
| 1954 | 1954                                     |                                          | 153                                      | 153                                      |
| 1962 | 1962                                     |                                          | 124                                      | 124                                      |
| 1968 | 1968                                     |                                          | 128                                      | 128                                      |
| 1975 | 1975                                     |                                          | 135                                      | 135                                      |
| 1982 | 1982                                     |                                          | 135                                      | 135                                      |
| 1990 | 1990                                     |                                          | 140                                      | 140                                      |
| 1999 | 1999                                     |                                          | 141                                      | 141                                      |
| 2006 | 2006                                     |                                          | 198                                      | 198                                      |
| 2013 | 2013                                     |                                          | 257                                      | 257                                      |
| 2020 | 2020                                     |                                          | 255                                      | 255                                      |
| Quelle(n): EHESS/Cassini bis 1999, INSEE ab 2006 Anmerkung(en): Ab 1962 offizielle Zahlen ohne Einwohner mit Zweitwohnsitz |                                          |                                          |                                          |                                          |

## Sehenswürdigkeiten
- Kirche Saint-Rémi
- Archäologische Grabungsstätte Hautes Chanvières

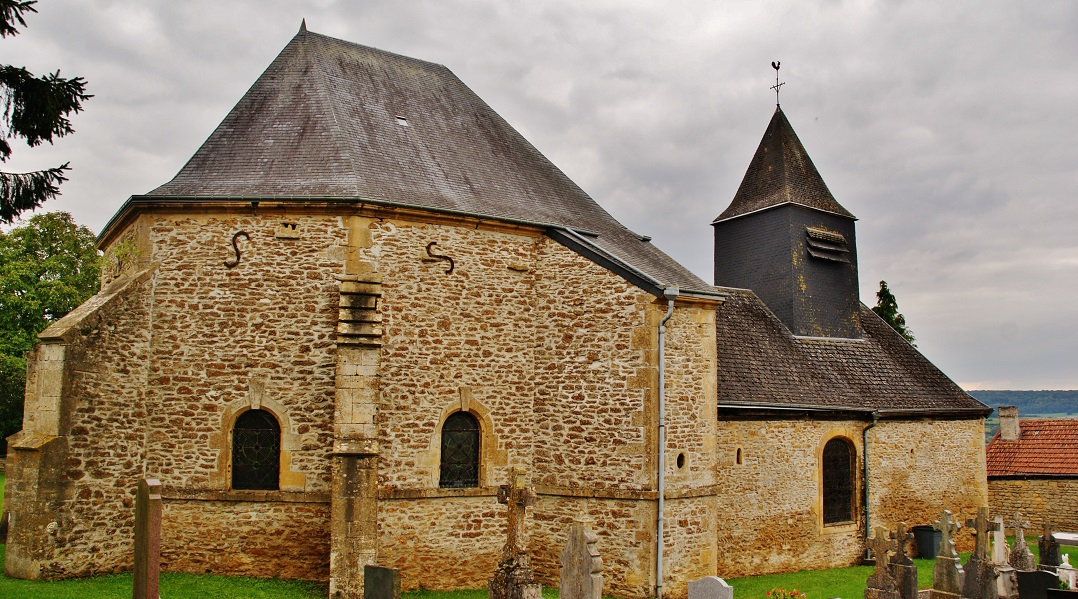
Kirche Saint-Rémi
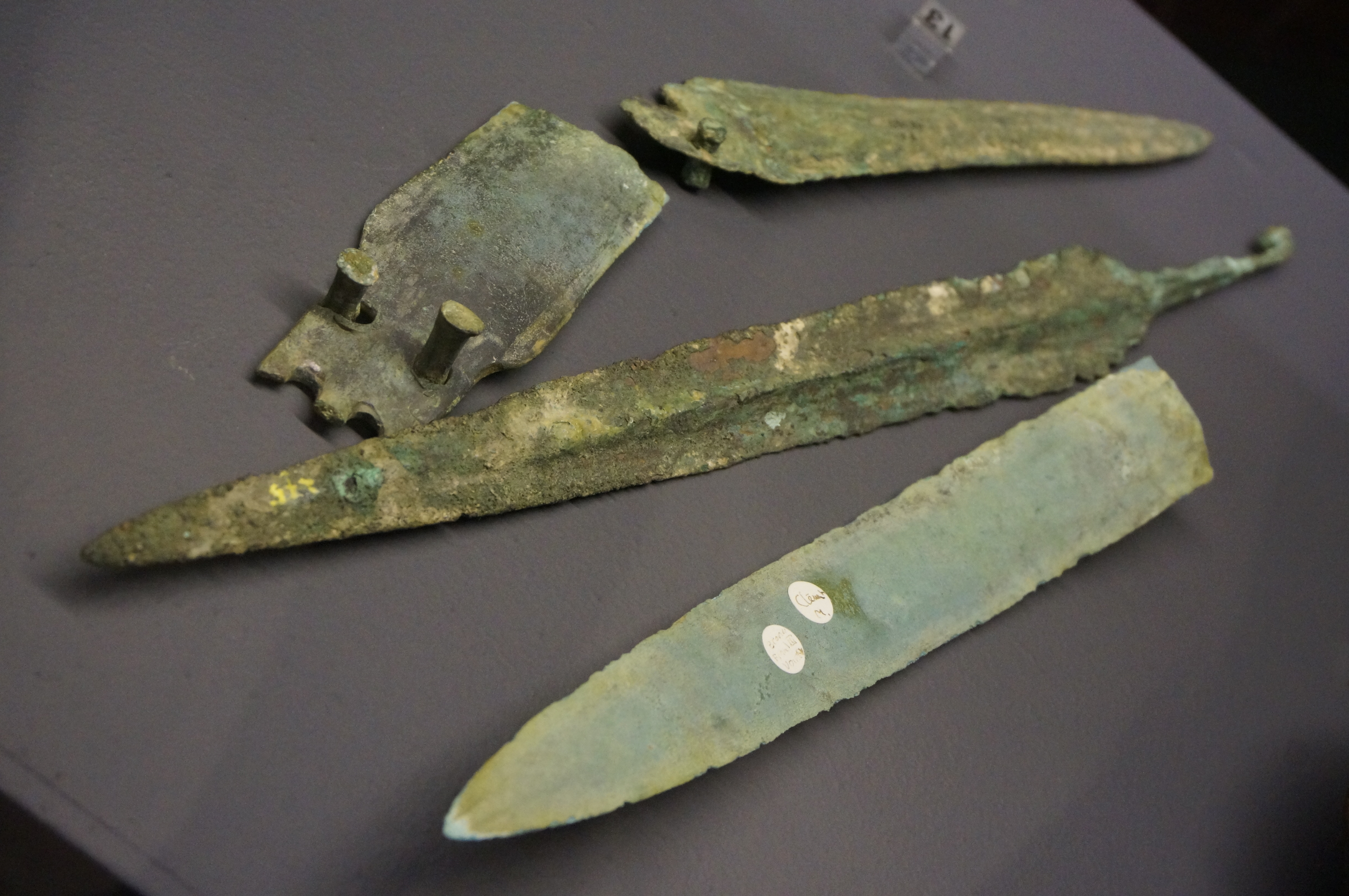
Fundstücke aus der Archäologische Grabungsstätte Hautes Chanvières